# Сагатовський Іван Лукич
Іва́н Луки́ч Сагато́вський (* 12 березня 1882, Київ, Російська імперія — † 13 грудня 1951, Стрий, Львівська область, Українська РСР, СРСР) — український радянський актор, режисер і театральний діяч. Справжнє прізвище Мавренко-Коток.

## Життєпис
1898 року у ролі старого Сірка в спектаклі «За двома зайцями», поставленому самим автором М. Старицьким, «почав кар'єру юний Іван Сагатовський з фунтом гриму на обличчі».
З 1898 — на сцені російського театру Соловцова у Києві. Згодом у трупах Марка Кропивницького (1900—1902), Михайла Старицького та ін.
У 1902–1919 очолював власну трупу.
В Херсоні був керівником Державного українського національного театру. В листопаді 1918 взяв на роботу в цей театр Оксану Петрусенко.
За радянської влади у театрах Херсона, Києва, Одеси, Дніпропетровська, Стрия та ін. — переважно на характерних ролях у побутовому репертуарі.
Грав управителя контори у фільмі «Пригоди Полтинника» (1928).

## Трупа Сагатовського
І. Л. Сагатовський мав власну театральну трупу, яка працювала в 1902—1919 в Україні, Білорусі, Центральній частині Росії, на Уралі.
Сам І. Л. Сагатовський був як антрепренером, так режисером і актором цієї трупи. Диригентом був П. Бойченко.
Актори — Г. Борисоглібська, В. Валерик-Пахаревська, О. Володський, Владислав Данченко, Г. Затиркевич-Карпинська, Г. Пелашенко, К. Лучицька, Болеслав Лучицький (Оршанов), Л. Полтавка та ін. У 1919 в трупі почала творчу діяльність Оксана Петрусенко.
Репертуар складали: українські класичні твори, а також перекладені на українську мову: «Ювілей» А. Чехова, «Вільгельм Телль» Фрідріха Шіллера (1906), «Ревізор» Миколи Гоголя, «Нора» Генріка Ібсена (1909).
На базі трупи 1919 засновано Український драматичний театр під керівництвом І. Сагатовського в Херсоні.